# Felip Gardy
Felip Gardy (en francès conegut com a Philippe Gardy, Chalon-sur-Saône, Borgonya 1948) és un poeta i occitanista francès, nascut en una família on es parlava occità i català. Va estudiar a Nimes sota el professor Robèrt Lafont. Ha escrit diverses obres en occità, en les que es declara deixeble de Max Roqueta i Teodòr Aubanèl i d'altres en francès sobre temàtica occitana. És professor de literatura occitana a la Universitat Pau Valèri de Montpeller i ensenya aquesta matèria també a la Universitat de Bordeus. El 1977, va fundar la revista de sociolingüística Lengas a Montpeller, que avui dirigeix.

## Obres

### Poesia[3][4][5]
Originalment en occità, alguns volums amb traduccions al francès o català:
- L'ora de paciéncia / L'Heure de patience, traduït per l'autor, col·lecció Sirventés (Nimes: MJO, 1965)
- Cantas rasonablas, col·lecció Messatges (Tolosa: Institut d'Estudis Occitans, 1968)
- Boca clausa còr, col·lecció Messatges (Tolosa: Institut d'Estudis Occitans, 1975)
- Lo païsatge endemic (Gardona: Fédérop; i '''Mont Peirós''': Jorn, 1982)
- Dançars dau pofre, amb pintures originals de Jacqueline Désarménien (Còrdas d'Albigés: La Talvera, 1986)
- Pichòta cosmogonia de l'enrevers (Toló: Lo Radèu de la Meduso, 1989)
- Per tàntei fugidas egipciacas / , amb aiguaforts de Josep Vernis Burés (Còrdas d'Albigés: La Talvera, 1992)
  - Per a tantes fugides egipcíaques / Per tantei fugidas egipciacas, traducció al català de Jep Gouzy, amb dos dibuixos de Jaume Privat, col·lecció Senhal 72 (Girona: Llibreria 22, 2002)
- Quinze noms de luòcs (Toló: Lo Radèu de la Meduso, 1992)
- Nòu sonets aproximatius, traducció catalana d'Enric Prat, amb dos dibuixos de Krimo Chelef, col·lecció Senhal 38 (Girona: Llibreria 22, 1997)[6]
- La dicha de la figuiera / Paroles du figuier, amb traducció al francès de Joan-Ives Casanòva (Perpinyà/Canet del Rosselló: Trabucaire, 2002)
- Mitologicas / Mythologiques, traducció al francès de Joan-Claudi Forêt (Gardona: Fédérop, 2004)
- A la negada / Noyades, versió francesa de Clara Toreilles (Puèglaurenç: Letras d'òc, 2005)
- Delà l'aiga, ((Tolosa: Les Lettres occitanes, 2007)

### Assaig, articles, estudis[5]
en occità
- Figura dau poèta e dau poèma dins l'escritura occitana contemporanèa ('''Mont Peirós''': Jorn, 2003)
- La requeste faicte et baillée par les dames de la Ville de Tolose (1555), text en francès i occità, edició crítica a cura de Jean-François Courouau i Philippe Gardy, col·lecció Interlangues. Textes (Tolosa: Presses universitaires du Mirail-Toulouse, 2003)
- "Robert Lafont, poeta cerdan. Una lectura occitana dau poeta de Sallagosa", dins Col·loqui Jordi Pere Cerdà, Osseja-Llívia 28-30 de setembre de 2001: Actes, a cura de Cinto Carrer (Barcelona: Publicacions de l'Abadia de Montserrat, 2004) p. 184-193. (en occità)
- etc.

en català
Estudis o assaig escrit en occità o francès i traduït al català o escrit en català:
- Teatre català del Rosselló, segles XVII-XIX, volum 2, a cura de Felip Gardy, Enric Prat i Pep Vila (Barcelona: Curial Edicions, 1989)
- Teatre català del Rosselló, segles XVII-XIX. Lo judici de Paris, pastor (segle xviii) a cura de Felip Gardy, Enric Prat i Pep Vila (Barcelona: Curial Edicions, 1992)
- "Cinquanta anys de poesia occitana (1940-1990)", traducció (del francès? de l'occità?) de Jordi Puntí, dins Reduccions, revista de poesia, números 50-51, 1991.[7][8]

en francès
- Vingt ans de littérature d'expression occitane 1968 - 1988, Philippe Gardy, François Pic (Montpeller: Association internationale d'études occitanes, Section française, 1990), 123 p. (en francès)
- Donner sa langue au diable: vie, mort et transfiguration d'Antoine Verdié, Bordelais (Montpeller: Association internationale d'études occitanes, Section française, 1990), 268 p.
- Max Rouquette: Actes du colloque international, actes d'un col·loqui sobre Max Roqueta (Montpeller, Espace République, 8 octobre 1993). (en francès)
- L'écriture occitane contemporaine (París: Harmattan, 1996), 290 p. (en francès)
- La leçon de Nérac: du Bartas et les poètes occitans (1550-1650), (Bordeus: Presses Univ. de Bordeaux, 1999) 237 p. (en francès)
- L'exil des origines: Renaissance littéraire et renaissance linguistique en pays de langue d'oc aux XIXe et XXe siècles, (Bordeus: Presses Univ. de Bordeaux, 2006) 226 p. (en francès)
- etc.

## Premis i reconeixements
- 2012- Prèmi Robèrt Lafont[9]